# Snežana Pajkić
Snežana Pajkić, później Jolović (cyr. Снежана Пајкић (Јоловић), ur. września 1970 w Ćupriji) – serbska lekkoatletka, biegaczka średniodystansowa, mistrzyni Europy z 1990. W czasie swojej kariery reprezentowała Jugosławię.

## Osiągnięcia sportowe
Odpadła w eliminacjach biegu na 1500 metrów na mistrzostwach Europy juniorów w 1985 w Chociebużu. Zdobyła brązowy medal na tym dystansie oraz zajęła 7. miejsce w biegu na 800 metrów na mistrzostwach świata juniorów w 1986 w Atenach. Odpadła w eliminacjach biegu na 1500 metrów i biegu na 3000 metrów na mistrzostwach Europy w 1986 w Stuttgarcie.
Zwyciężyła w biegu na 1500 metrów i zajęła 7. miejsce w biegu 3000 metrów na mistrzostwach Europy juniorów w 1987 w Birmingham. Zdobyła srebrny medal w biegu na 800 metrów na igrzyskach śródziemnomorskich w 1987 w Latakii, przegrywając jedynie ze swą koleżanką z reprezentacji Jugosławii Slobodanką Čolović, a wyprzedzając Adrianę Vejkollari z Albanii. Zdobyła srebrny medale w biegu na 1500 metrów i zajęła 6. miejsce w biegu na 800 metrów na mistrzostwach świata juniorów w 1988 w Greater Sudbury. Ponownie zwyciężyła w biegu na 1500 metrów, a także nie ukończyła biegu na 3000 metrów na mistrzostwach Europy juniorów w 1989 w Varaždinie.
Zwyciężyła w biegu na 1500 metrów na mistrzostwach Europy w 1990 w Splicie, wyprzedzając Ellen Kießling z Niemieckiej Republiki Demokratycznej i Sandrę Gasser ze Szwajcarii. Na tyuch samych mistrzostwach nie ukończyła biegu eliminacyjnego na 3000 metrów. Odpadła w eliminacjach biegu na 1500 metrów na mistrzostwach świata w 1991 w Tokio.
Była mistrzynią Jugosławii w biegu na 800 metrów w 1991 i 1992, w biegu na 1500 metrów w latach 1986–1988, 1990 i 1991, w biegu na 3000 metrów w 1986, 1987 i 1990 oraz w biegu przełajowym w 1987.
Dwukrotnie poprawiała rekord Jugosławii w biegu na 1500 metrów, doprowadzając go do wyniki 4:08,12, uzyskanego 1 września 1990 w Splicie, który utrzymał się jako rekord Jugosławii aż do rozpadu tego państwa.

## Rekordy życiowe
Rekordy życiowe Pajkić:
- bieg na 800 metrów – 2:02,27 (2 czerwca 1988, Zagrzeb)
- bieg na 1500 metrów – 4:08,12 (1 września 1990, Split)
- bieg na 1500 metrów (hala) – 4:17,56 (22 lutego 1989, Turyn)
- bieg na 3000 metrów – 9:07,44 (26 sierpnia 1986, Stuttgart)
- bieg na 3000 metrów (hala) – 9:04,23 (1 lutego 1987, Wiedeń)